# Pierre-Jules Boulanger
Pierre-Jules Boulanger, a menudo citado sencillamente como Pierre Boulanger (10 de marzo de 1885-12 de noviembre de 1950), fue un ingeniero y empresario francés. Dirigió la fábrica de automóviles Citroën como vicepresidente y como presidente desde 1935 hasta su muerte en un accidente de coche. Era conocido entre sus colegas como PJB.

## Biografía
Boulanger nació en Sin-le-Noble (Alta Francia). Inició estudios de bellas artes, que abandonó para poder trabajar. Realizó el servicio militar de 1906 a 1908, y conoció a Marcel Michelin (sobrino de Édouard Michelin). Después de licenciarse del ejército, viajó a los Estados Unidos, donde emprendió varios negocios.
Regresó a Francia en 1914 y fue llamado a filas, interviniendo como fotógrafo aéreo durante la Primera Guerra Mundial. Completó una destacada hoja de servicios, y acabó el conflicto con el rango de capitán, siendo condecorado con la Cruz Militar y con la Legión de Honor.

### Michelin
Boulanger empezó a trabajar para Michelin en 1918, informando directamente a Édouard Michelin, codirector y fundador. Pasó a formar parte de la dirección de la empresa en 1922, y en 1938 fue nombrado director gestor de la compañía.
En diciembre de 1934, a pesar del apoyo financiero de Michelin, Citroën entró en bancarrota. Por entonces Michelin ya era el mayor acreedor del fabricante automovilístico, y pasó a ser su accionista principal. Boulanger se convirtió en ayudante de Pierre Michelin (nombrado presidente de Citroën), pasando a ser vicepresidente y jefe de la Ingeniería y del Departamento de Diseño. Accedió al cargo de presidente en 1937 (tras el fallecimiento de su amigo Pierre Michelin), y mantuvo este puesto hasta su muerte. También dirigió conjuntamente la compañía Michelin.
Como parte de la política para recortar costes en Citroën, se redujeron los salarios y el lanzamiento del 22 V8 se canceló. Estas gestiones dieron sus frutos, y la compañía se recuperó.

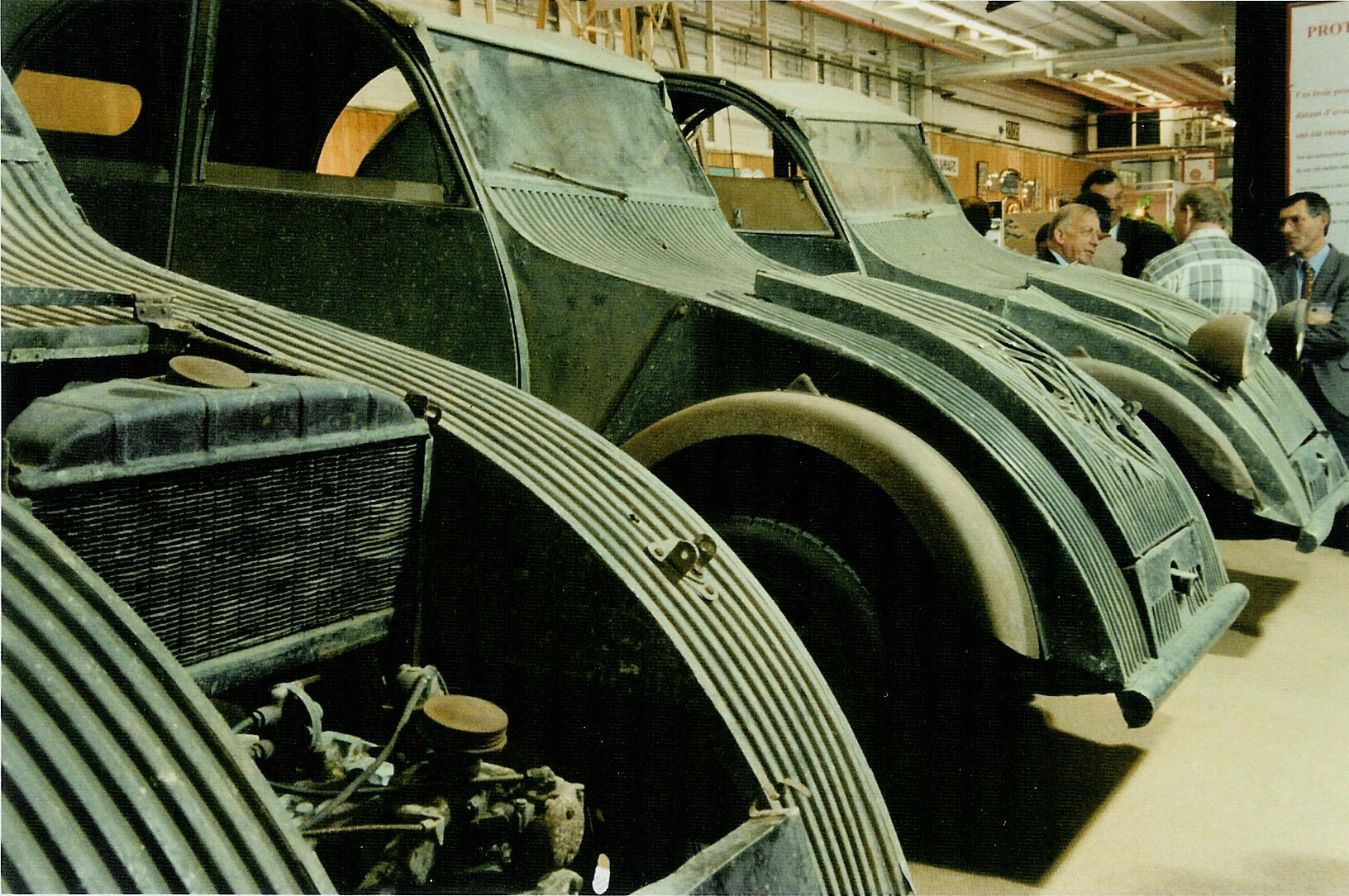
Prototipos del 2CV anteriores a 1939

### Segunda Guerra Mundial
Durante la ocupación alemana de Francia en la Segunda Guerra Mundial, Boulanger rechazó conocer a Ferdinand Porsche y también se negó a comunicarse con las autoridades alemanas excepto a través de intermediarios. Organizó un 'ritmo lento' de producción de camiones para la Wehrmacht, y muchos de estos camiones fueron saboteados en la fábrica, por el procedimiento de poner la muesca de referencia de la varilla de nivel de aceite en un lugar equivocado, lo que provocaba la inutilización del motor. En 1944, cuando la sede de la Gestapo en París fue tomada por miembros de la Resistencia francesa, el nombre de Boulanger figuraba en un lugar destacado de la lista negra de los principales 'Enemigos del Reich' que debían ser arrestados en el caso de una invasión aliada de Francia.

### El TPV, origen del 2CV
En 1936, Boulanger inició un proyecto para crear el TPV (acrónimo de 'Très Petite Voiture'; 'coche muy pequeño' en francés), origen del 2CV lanzado en 1948. Sus especificaciones para el nuevo modelo reflejaban su personalidad:

... crear un coche capaz de transportar cuatro pasajeros y cincuenta kilos de patatas a 60 km/h, consumiendo tan solo 3 litros de gasolina cada 100 km... debe poder ser manejado por una mujer o por un conductor inexperto, y no importa el aspecto que tenga.

El 2CV fue conocido por su gran capacidad de trabajo y su ausencia de ostentación. En 1947 se introdujo bajo su dirección la furgoneta Citroën H. Este funcional vehículo comercial se mantuvo en producción hasta 1981.
Murió en Broût-Vernet, Allier, en un accidente automovilístico en un Citroën Traction Avant el domingo 12 de noviembre de 1950, mientras viajaba por la carretera entre Clermont-Ferrand (sede de Michelin) y París.